# Успенский собор (Бийск)
Успенский собор — православный храм в городе Бийске Алтайского края, кафедральный собор Бийской епархии Русской Православной Церкви.
Здание собора является памятником архитектуры конца XIX — начала XX века.

## История

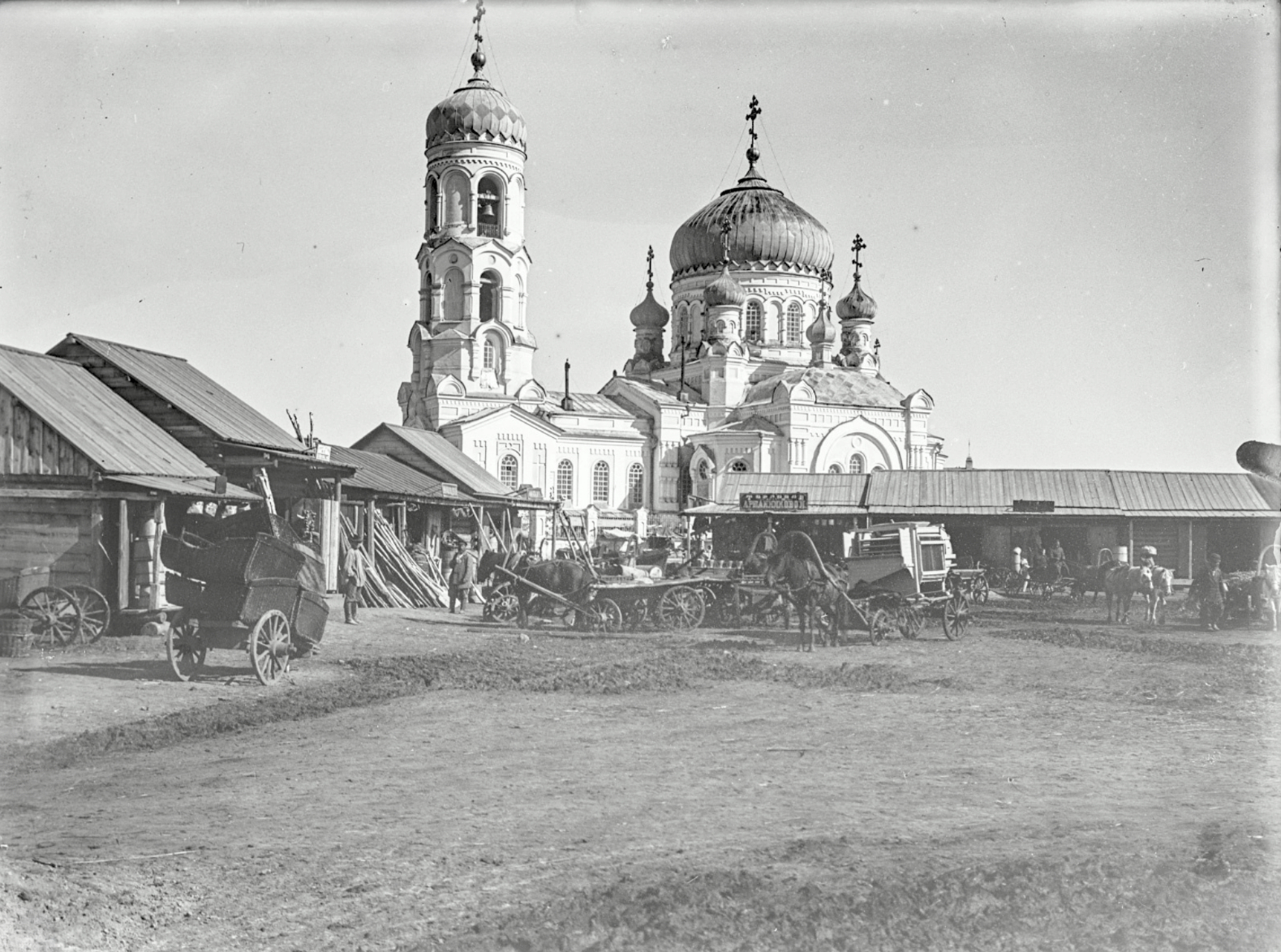
Успенский собор на фото начала XX века

Заложен 5 июля 1898 года, освящён в октябре-ноябре 1903 года. Строился на частные пожертвования в основном служилых казаков и членов их семей, прихожан старого Успенского собора Бийска. Более 5 тысяч рублей пожертвовал городской голова, купец и церковный староста Михаил Савельевич Сычёв.
В 1932 году Успенский храм был закрыт и приспособлен под зернохранилище. В 1947 году церковь вновь была открыта. К этому моменту здание находилось в весьма плачевном состоянии: кресты отсутствовали, обрешётки куполов сгнили, покрытие их местами провалилось, настенная штукатурка осыпалась, внутри колокольни был толстый слой помёта птиц, облюбовавших её в период, когда там хранилось зерно. Однако несущие конструкции практически не пострадали. В 1950-е — 1980-е годы на пожертвования прихожан велось восстановление здания.
В 1994 году по указу Преосвященнейшего епископа Барнаульского и Алтайского Антония Успенский храм стал именоваться собором, а в 1998 получил статус кафедрального.

## Архитектура
Стиль — русско-византийский, материал — красный кирпич, наружные стены белого цвета. Купола луковичные: обрешетка деревянная, покрытие — кровельное железо, окрашенное эмалью голубого цвета.
В соборе был крещён епископ Козельский Макарий (Комогоров).

## Галерея изображений

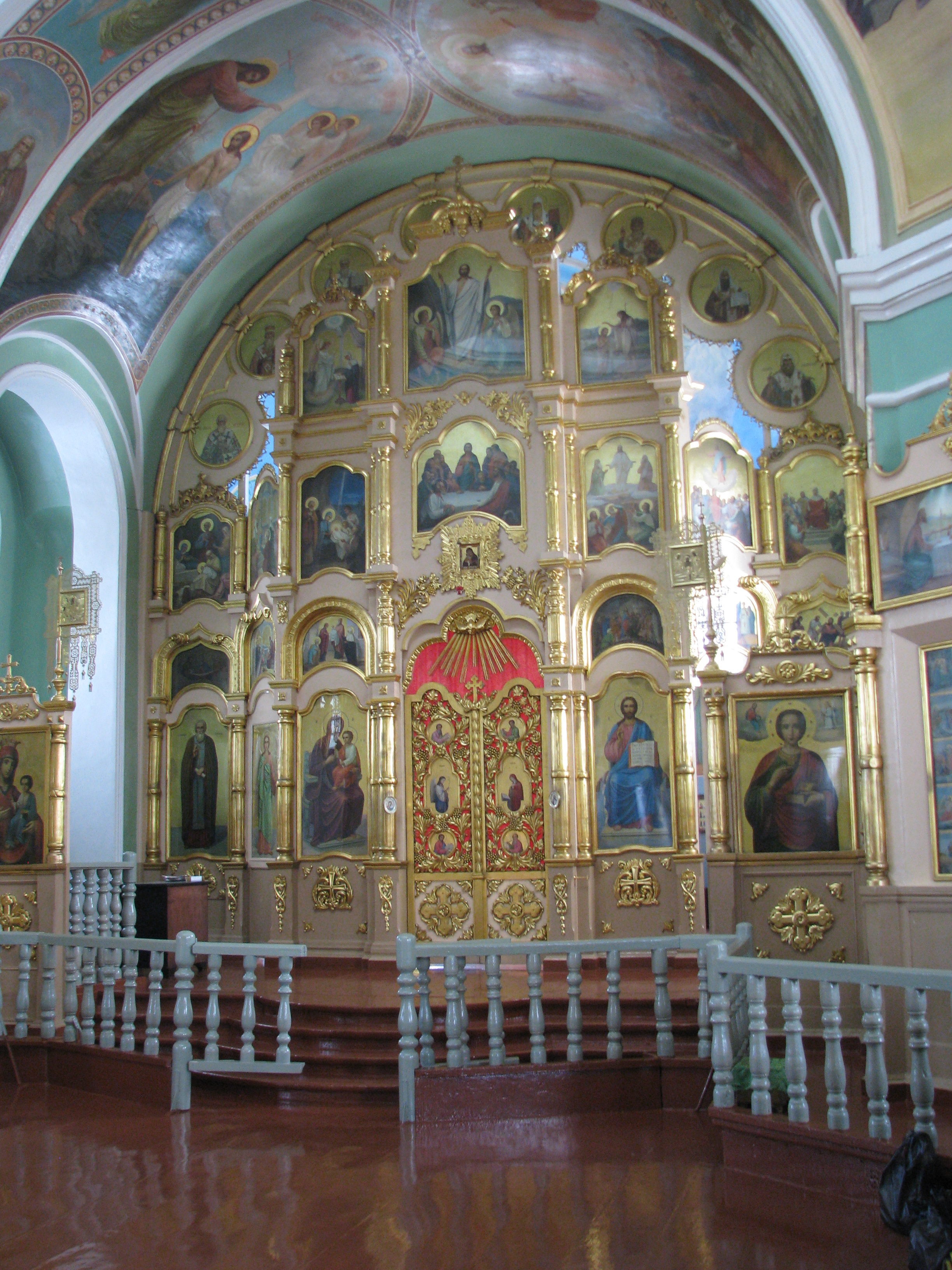
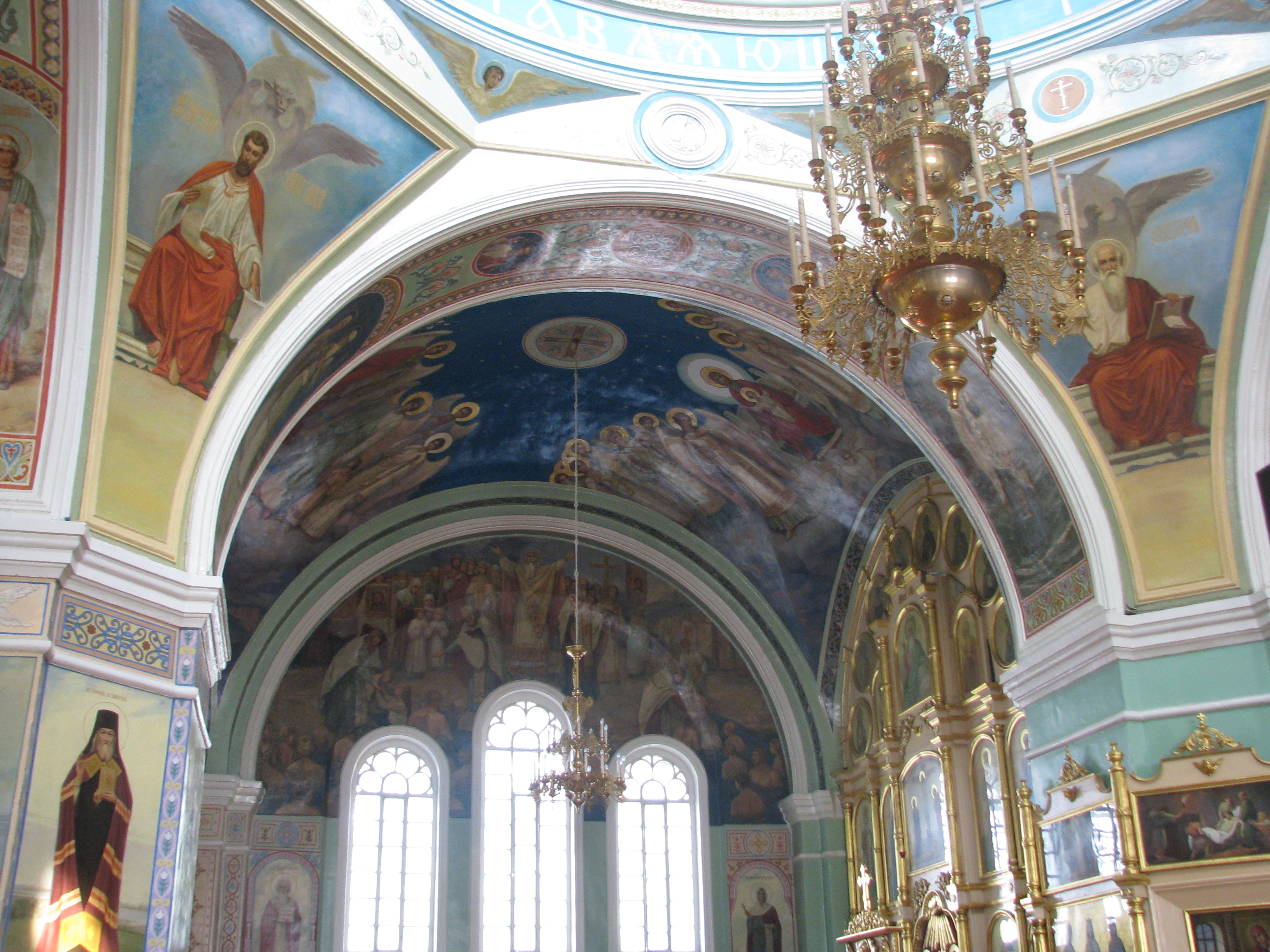
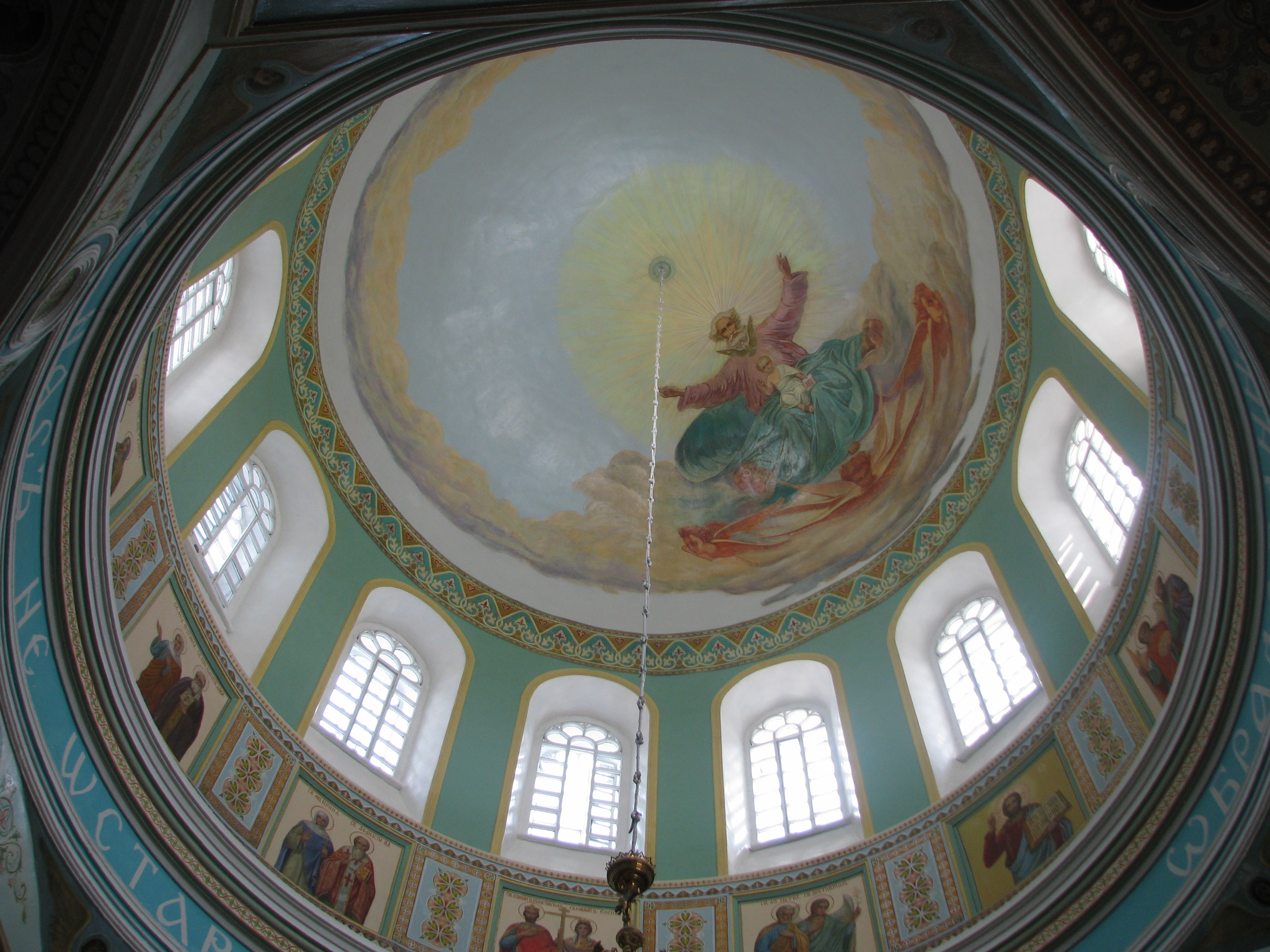
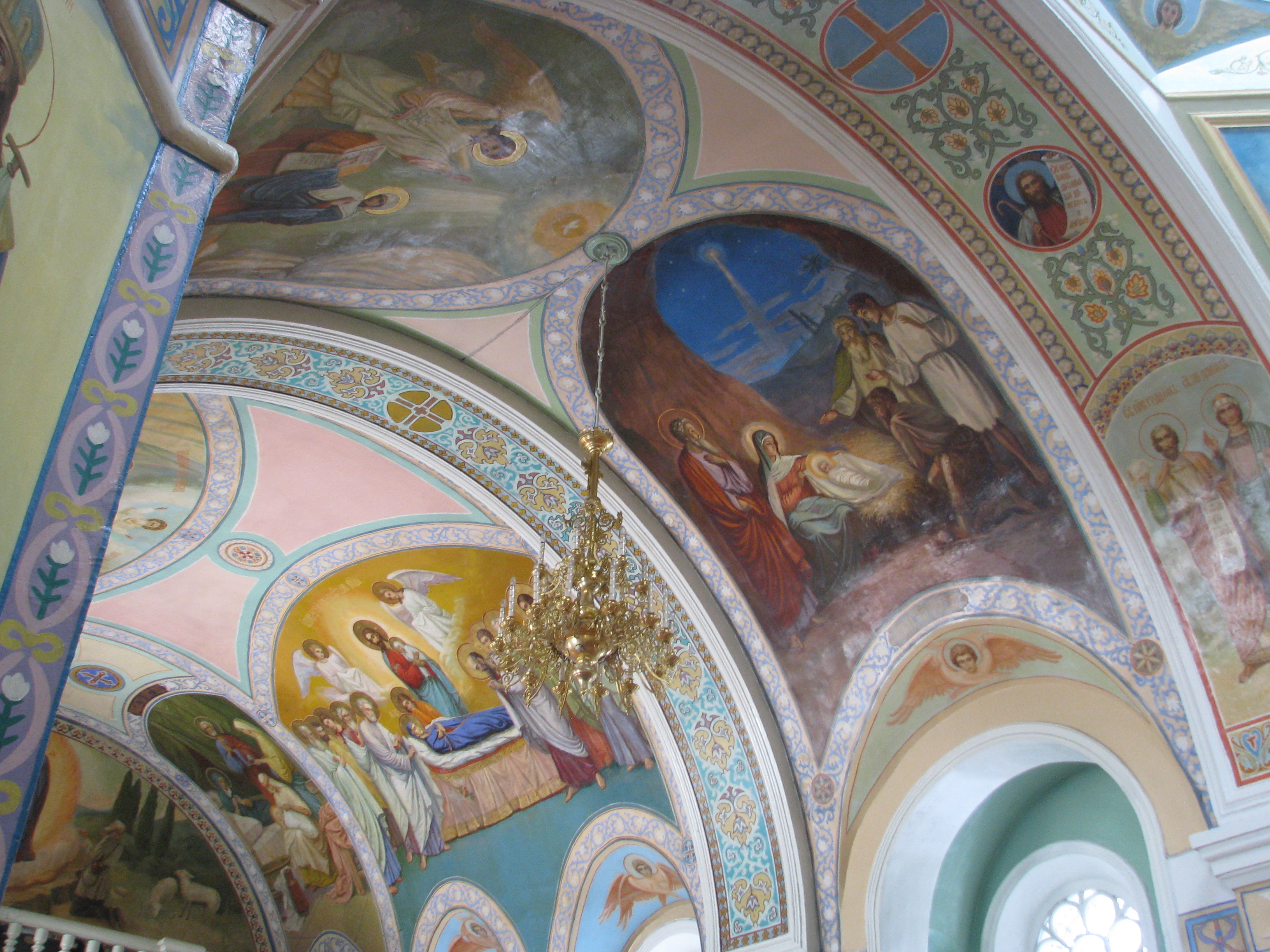
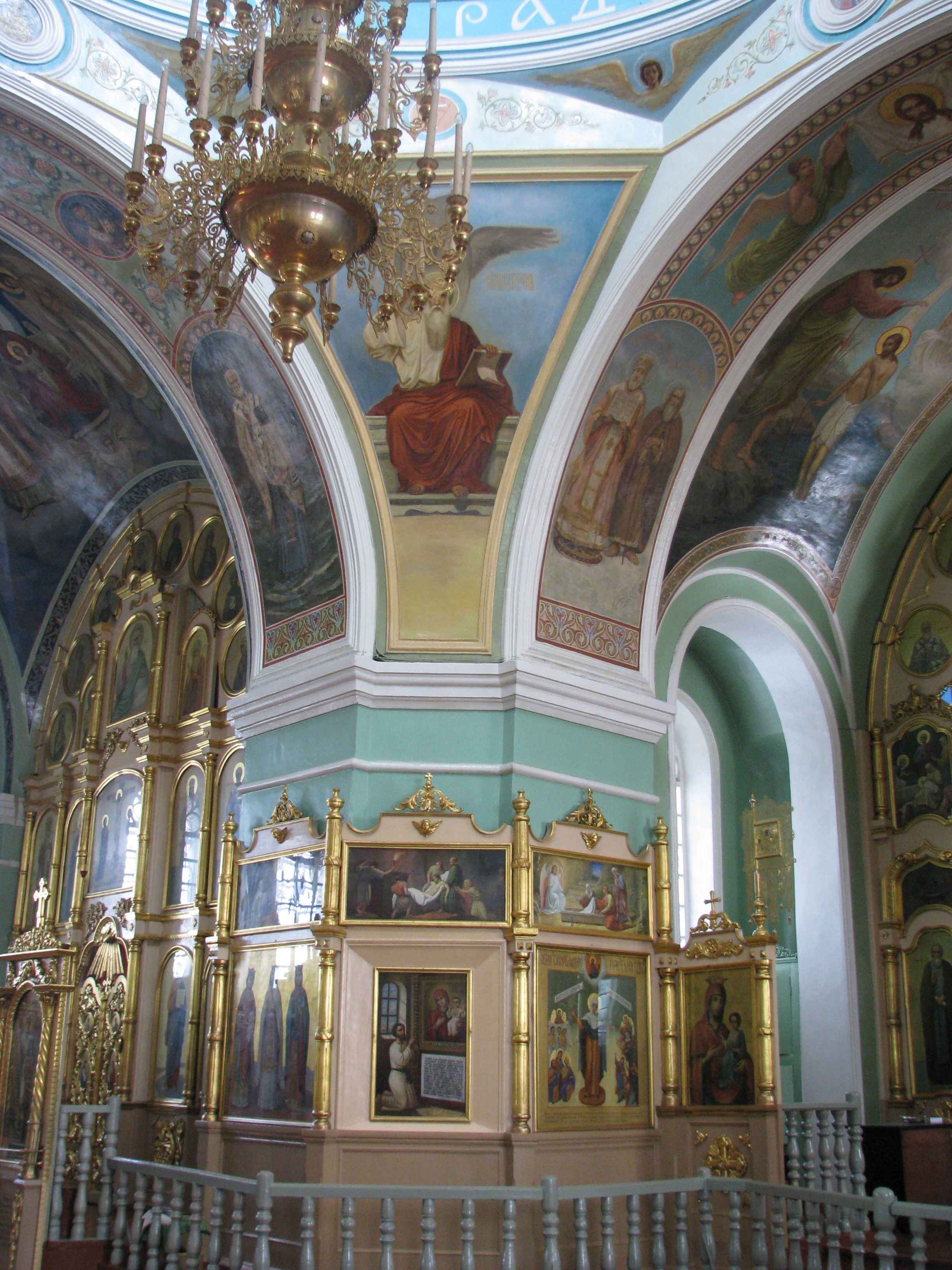